# Feschaeria amycus
Feschaeria amycus is een vlinder uit de familie Castniidae. De wetenschappelijke naam van de soort is, als Papilio amycus, in 1779 door Pieter Cramer gepubliceerd.
De soort komt voor in het Neotropisch gebied in Brazilië en Guyana.

## Ondersoorten
- Feschaeria amycus amycus
  - = Castnia amycus ab. reducta Rothschild, 1919
- Feschaeria amycus meditrina (Hopffer, 1856)
  - = Castnia meditrina Hopffer, 1856
  - = Castnia amycus f. tristicula Strand, 1913
  - = Castnia amycus f. alboinsignita Strand, 1913